# Adeonella calveti
Adeonella calveti är en mossdjursart som först beskrevs av Ferdinand Canu och Ray Smith Bassler 1930.  Adeonella calveti ingår i släktet Adeonella och familjen Adeonellidae. Inga underarter finns listade i Catalogue of Life.